# 细纹噪鹛
细纹噪鹛（学名：Trochalopteron lineatum），是圓翅噪鶥屬的一种，分布于阿富汗、巴基斯坦、塔吉克斯坦、中国大陆、印度、尼泊尔和乌兹别克斯坦。该物种的保护状况被评为无危。
其种加词“lineatum”意为“线形的”。
细纹噪鹛的平均体重约为40.7克。栖息地包括乡村花园、亚热带或热带的高海拔疏灌丛和亚热带或热带的湿润山地林。该物种的模式产地在喜马拉雅山脉地区。

## 亚种
- 细纹噪鹛藏东亚种（学名：Trochalopteron lineatum imbricatus）。分布于记录不详以及中国大陆的西藏等地。该物种的模式产地在不丹。[2]
- 细纹噪鹛指名亚种（学名：Trochalopteron lineatum lineatum）。分布于记录不详以及中国大陆的西藏等地。该物种的模式产地在喜马拉雅山脉地区。[3]